# جسی لیچ
جسی دیوید لیچ (به انگلیسی: Jesse David Leach) (زاده ۳ ژوئیه ۱۹۷۸) در پراویدنس، رود آیلند و در حال حاضر خواننده گروه‌ متال‌کور کیلسوئیچ انگیج، تایمز او گریس و دِ وِپِن است.
وی از ابتدای تأسیس گروه (سال ۱۹۹۹) تا سال ۲۰۰۲ در دو آلبوم با کیلسوئیچ انگیج همکاری کرد و سپس به دلیل مشکلات شخصی از گروه جدا شد، اما در سال ۲۰۱۲ پس از اینکه هاوارد جونز که جایگزین او بود گروه را ترک کرد، دوباره به ترکیب اصلی گروه بازگشت.
او همچنین در فیلم خارج از مشیت الهی بازی کرده‌است.